# Parafia św. Jana Bosko w Gdańsku
Parafia pw. Świętego Jana Bosko w Gdańsku – parafia rzymskokatolicka usytuowana w Gdańsku. Należy do dekanatu Gdańsk-Śródmieście, który należy z kolei do archidiecezji gdańskiej.
Proboszczem parafii od 2016 jest ks. Mariusz Słomiński SDB.

## Historia
- 1994 – ustanowienie parafii